# Cima Rosta
La Cima Rosta (2.173 m s.l.m.) è una montagna del massiccio del Gran Paradiso nelle Alpi Graie.

## Descrizione

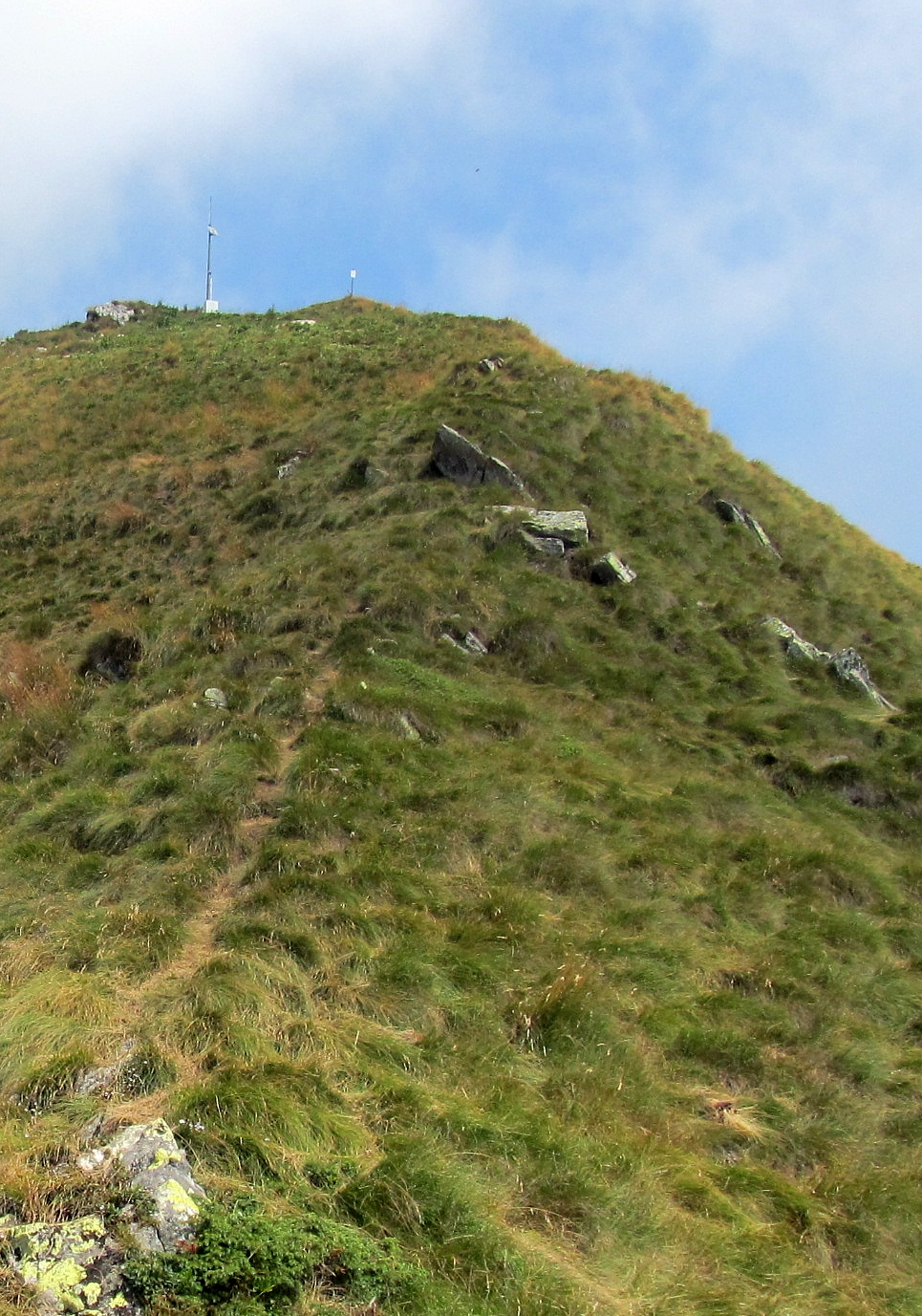
La vetta erbosa

La Cima Rosta si trova in provincia di Torino. La montagna è collocata sullo spartiacque che divide la valle di Ribordone, valle laterale della valle dell'Orco, dalla Val Soana (a nord). Il Colle Crest la separa verso nord-ovest dalla Punta del Vallone, mentre in corrispondenza della Cima Rosta il crinale piega verso sud e prosegue verso la Cima Loit.

## Accesso alla cima
Si può salire sulla vetta partendo dal Santuario di Prascondù, in comune di Ribordone. Assieme alla Cima Rosta viene a volte raggiunta anche la vicina Punta del Vallone. Per il raggiungimento di entrambe le montagne la difficoltà dell'itinerario è stimata in E. Poco a sud della montagna transita l'itinerario della Grande Traversata delle Alpi.